# Guldbaggegalan 1980
Den 16:e Guldbaggegalan, som belönade svenska filmer från 1979 och 1980, hölls den 22 september 1980.

## Vinnare
Kategorierna Bästa skådespelerska och Bästa regi utgick detta år.
| Högsta kvalitetspoäng             | Bästa skådespelare              |
| --------------------------------- | ------------------------------- |
| - Mannen som blev miljonär (1,89) | - Peter Lindgren – Jag är Maria |
| Juryns specialbagge               | Ingmar Bergman-priset           |
| - Filmhäftet                      | - Lena Olin                     |